# Boxe nos Jogos Olímpicos de Verão de 1932
O boxe nos Jogos Olímpicos de Verão de 1932 foi realizado em Los Angeles, nos Estados Unidos, com oito eventos disputados.

## Eventos do boxe
Masculino: Peso mosca | Peso galo | Peso pena | Peso leve | Peso meio-médio | Peso médio | Peso meio-pesado | Peso pesado

## Peso mosca (até 50,8kg)
| Pos. | País                 | Atletas           |
| ---- | -------------------- | ----------------- |
|      | Hungria (HUN)        | István Énekes     |
|      | México (MEX)         | Francisco Cabañas |
|      | Estados Unidos (USA) | Louis Salica      |

## Peso galo (até 53,5kg)
| Pos. | País            | Atletas         |
| ---- | --------------- | --------------- |
|      | Canadá (CAN)    | Horace Gwynne   |
|      | Alemanha (GER)  | Hans Ziglarski  |
|      | Filipinas (PHI) | José Villanueva |

## Peso pena (até 57,2kg)
| Pos. | País            | Atletas                |
| ---- | --------------- | ---------------------- |
|      | Argentina (ARG) | Carmelo Robledo        |
|      | Alemanha (GER)  | Josef Schleinkofer     |
|      | Suécia (SWE)    | Allan Carlsson-Ekeback |

## Peso leve (até 61,2kg)
| Pos. | País                 | Atletas          |
| ---- | -------------------- | ---------------- |
|      | África do Sul (RSA)  | Lawrence Stevens |
|      | Suécia (SWE)         | Thure Ahlqvist   |
|      | Estados Unidos (USA) | Nathan Bor       |

## Peso meio-médio (até 66,7kg)
| Pos. | País                 | Atletas       |
| ---- | -------------------- | ------------- |
|      | Estados Unidos (USA) | Edward Flynn  |
|      | Alemanha (GER)       | Erich Campe   |
|      | Finlândia (FIN)      | Bruno Ahlberg |

## Peso médio (até 72,6kg)
| Pos. | País                 | Atletas       |
| ---- | -------------------- | ------------- |
|      | Estados Unidos (USA) | Carmen Barth  |
|      | Argentina (ARG)      | Amado Azar    |
|      | África do Sul (RSA)  | Ernest Pierce |

## Peso meio-pesado (até 79,4kg)
| Pos. | País                | Atletas         |
| ---- | ------------------- | --------------- |
|      | África do Sul (RSA) | David Carstens  |
|      | Itália (ITA)        | Gino Rossi      |
|      | Dinamarca (DEN)     | Peter Jorgensen |

## Peso pesado (+ 79,3kg)
| Pos. | País                 | Atletas         |
| ---- | -------------------- | --------------- |
|      | Argentina (ARG)      | Santiago Lovell |
|      | Itália (ITA)         | Luigi Rovati    |
|      | Estados Unidos (USA) | Frederick Feary |

## Quadro de medalhas do boxe
| Ordem | País               | Medalha de ouro | Medalha de prata | Medalha de bronze | Total |
| ----- | ------------------ | --------------- | ---------------- | ----------------- | ----- |
| 1     | ARG Argentina      | 2               | 1                | 0                 | 3     |
| 2     | USA Estados Unidos | 2               | 0                | 3                 | 5     |
| 3     | RSA África do Sul  | 2               | 0                | 1                 | 3     |
| 4     | CAN Canadá         | 1               | 0                | 0                 | 1     |
| 4     | HUN Hungria        | 1               | 0                | 0                 | 1     |
| 6     | GER Alemanha       | 0               | 3                | 0                 | 3     |
| 7     | ITA Itália         | 0               | 2                | 0                 | 2     |
| 8     | SWE Suécia         | 0               | 1                | 1                 | 2     |
| 9     | MEX México         | 0               | 1                | 0                 | 1     |
| 10    | DEN Dinamarca      | 0               | 0                | 1                 | 1     |
| 10    | PHI Filipinas      | 0               | 0                | 1                 | 1     |
| 10    | FIN Finlândia      | 0               | 0                | 1                 | 1     |